# Atractus oculotemporalis
Atractus oculotemporalis — вид змій родини полозових (Colubridae). Ендемік Колумбії.

## Поширення і екологія
Atractus oculotemporalis відомі з типової місцевості, розташованої в муніципатітеті Херіко в департаменті Антіокія, на висоті 2000 м над рівнем моря. Вони живуть в тропічних лісах.